# Jacob Banda
Jacob Banda (?, 11 de fevereiro, 1988) é um futebolista da Zâmbia.

## Carreira
Banda integrou a Seleção Zambiana de Futebol que disputou o Campeonato Africano das Nações de 2010.

## Títulos

### ZESCO United
- Campeonato da Zâmbia : 2007, 2008
- Copa Zâmbia Coca Cola : 2007
- Zâmbia Charity Shield : 2007